# David Diop
David Diop, (Parijs, 24 februari 1966) is een Frans literatuurwetenschapper en schrijver. In 2018 ontving hij de Prix Goncourt des lycéens voor zijn roman Frère d’âme (Meer dan een broer).

## Biografie
David Diop werd geboren in Parijs, maar groeide op in Senegal. Hij ging naar de lagere school en de middelbare school in Dakar. Hij keerde terug naar Frankrijk om te studeren aan de Universiteit van Toulouse en vervolgens in Parijs. Hij behaalde zijn doctoraal examen literatuurwetenschap aan de Sorbonne waar hij enkele jaren later ook promoveerde op de Franse literatuur van de 18e eeuw.
In 1998 werd hij benoemd tot docent literatuurwetenschap aan de Université de Pau et des pays de l’Adour. Daar doceert hij 18e-eeuwse literatuur en Franstalige Afrikaanse literatuur. Sinds 2009 leidt hij een onderzoeksgroep over de Europese vertegenwoordigingen van Afrika en de Afrikanen in de 17e en 18e eeuw.
Na zijn promotie schreef Diop een tweede proefschrift waarmee hij in 2014 de academische graad Habilitation à Diriger des Recherches (HDR) verkreeg, in Frankrijk de kwalificatie voor toelating tot senior onderzoeksposities of een hoogleraarschap.
Tot zijn onderzoeksterreinen behoren onder andere: Afrika in het Europese wetenschappelijke discours in de 18e eeuw. Reisverhalen in de 18e eeuw. Geschiedenis van boeken en bibliotheken in de 17e en 18e eeuw. Franstalige literatuur van zwart Afrika.

## Schrijverschap
Naast zijn wetenschappelijk werk schreef Diop historische romans. Zijn romandebuut 1889, l'Attraction universelle verscheen in 2012 en gaat over een groep van elf Senegalezen afkomstig uit Saint Louis. Zij zijn de afgevaardigden voor de publieksattractie "ville nègre" (het negerdorp) van de Wereldtentoonstelling van 1889 in Parijs. De Senegalezen stranden echter in Bordeaux en komen terecht bij een klein circus. Daar worden ze gedwongen om deel te nemen aan een "un spectacle de nègres" (een negershow). De geplande voorstelling verloopt echter anders dan verwacht.
In 2018 verscheen zijn tweede roman Frère d’âme. De titel is een toespeling op de uitdrukking "Frères d’armes" (wapenbroeders). Het is een anti-oorlogsroman waarin het kolonialisme en de Eerste Wereldoorlog met elkaar verbonden worden. Twee jonge Senegalese jeugdvrienden vechten als tirailleurs aan de zijde van de Franse troepen tegen de Duitsers. Een van de twee hoofdpersonen, Mademba Diop, wordt gedood in de loopgraven in Lorraine. Zijn vriend Alfa Ndyaye draait door en begint met het afhakken van de handen van verslagen Duitse tegenstanders. Eerst wordt hij gezien als een held maar zijn daden schrikken zijn Franse kameraden steeds meer af. Hij wordt overgebracht naar een veldhospitaal. Daar vertelt Alfa hoe de Afrikaanse soldaten worden ingezet voor de oorlog in Frankrijk, ver van hun eigen land en vertrouwde omgeving.
Diop ontving voor zijn roman de Prix Goncourt des Lycéens. De prijs werd op 15 november 2018 uitgereikt in het Élysée door de Franse president Emmanuel Macron en de ministers van Onderwijs en van Cultuur. Voor de Engelse vertaling van het boek, At Night All Blood is Black, won hij de International Booker Prize 2021, samen met vertaler Anna Moschovakis.
In 2021 verscheen de roman La Porte de voyage sans retour (Reis zonder terugkeer) over de jonge Franse botanicus Michel Adanson die in 1750 naar Senegal reist om de inheemse flora te bestuderen. Tijdens een bezoek aan het eiland Gorée ontdekt Adanson dat vanaf dit eiland miljoenen tot slaaf gemaakte Afrikanen worden verscheept naar de Nieuwe Wereld. Hij hoort een verhaal over een jonge vrouw die naar het vaste land wist te ontsnappen. Zijn reis wordt een zoektocht naar deze vrouw.

## Werken

#### Wetenschappelijk werk
- 2018 Rhétorique nègre au XVIIIe siècle : Des récits de voyage à la littérature abolitionniste

#### Romans
- 2012 1889, l'Attraction universelle
- 2018 Frère d’âme. Nederlandse vertaling: Meer dan een broer. Vertaald door Martine Woudt. Uitgeverij Cossee, Amsterdam, 2019. EAN 9789059368613. Bekroond met de Europese Literatuurprijs 2020[9]
- 2021 La porte du voyage sans retour. Nederlandse vertaling: Reis zonder terugkeer. Vertaald door Martine Woudt. Uitgeverij Cossee, Amsterdam, 2022. EAN 9789464520057.